# 오이스터스 록펠러
오이스터스 록펠러(영어: Oysters Rockefeller)는 미국 루이지애나주 뉴올리언스에서 유래한 굴 요리이다. 굴 위에 버터, 화이트 소스, 파슬리(또는 시금치)를 배합한 소스를 얹은 오븐에 구워낸다.